# Újszentiván
Újszentiván is een plaats (község) en gemeente in het Hongaarse comitaat Csongrád. Újszentiván telt 1578 inwoners (2002).